# 優步
優步（/ˈuːbər/）是一間交通网络公司，總部位於美國加利福尼亞州舊金山，以開發流動應用程式以连接乘客和司機，提供載客車輛租賃及媒合共乘的分享型經濟服務。乘客可以透過應用程式來預約這些載客的車輛，並且追蹤車輛的位置。營運據點分布在全球785個大都市。人們可以透過網站或是手機應用程式進入平台。
優步的名稱大多認為是源自於德文über，意思為“在...上方”、“跨越”或“優於”。
然而其營業模式在部分地區面臨法律問題，其非典型的经营模式在部分地區可能會有非法營運車輛的問題，有部分國家或地區已立法將之合法化，例如美国加州及中國北京及上海。原因在於Uber是將計程車行業轉型成社群平台，叫車的客戶透過手機APP（應用程式），就能與欲兼職司機的優步用戶和與有閒置車輛的租戶間三者聯絡，一旦交易成功即按比例抽傭金、分成給予回饋等去監管化的金融手法。
2019年5月10日，優步公司透過公開發行股票成為上市公司，但首日即跌破發行價。
據估算，優步在全球有1.1億活跃用戶，在美國有69%的市占率。Uber亦在大中華區開展業務，目前Uber已在香港和台灣建成主流召車服務平台，並於中國大陸通過换股方式持有該市場最大網約車出行平台滴滴出行母公司小桔科技17.7%經濟權益。

## 歷史
2009年Uber開始在市場出現，最早由特拉维斯·卡兰尼克和格瑞特·坎普成立，當時名為「UberCab」。優步在2010年6月正式於舊金山推出服務，同年8月萊恩·格雷夫斯（Ryan Graves）就任執行長。格雷夫斯不久後離開執行長一職，並由卡蘭尼克接任。格雷夫斯目前為營運副總裁和董事會成員。
起初優步學習了倫敦計程車的風格，司機穿著西裝駕駛清一色黑頭的林肯城市轎車、凱迪拉克凱雷德、BMW 7系列和梅賽德斯-賓士S550等車系。在2012年後，優步推出「菁英優步」（UberX）服務，加入更多不同系列的車型。優步在2012年宣布擴展業務計畫，其中包括可搭乘非計程車車輛的共乘服務。
優步的行動應用程式在2010年於太平洋地區推出，支援iOS和Android系統的智慧型手機。2014年7月24日，優步推出支援Windows Phone的智慧型手機應用程式。
2010年下半，優步獲得加州矽谷一群超級天使投資者的創業投資資金挹注。2011年初，優步獲得來自創投公司Benchmark的3,200萬美元資金。2011年下半，優步再次從多位投資者處獲得了3,200萬美元的資金，投資者包括高盛、Menlo Ventures和傑佛瑞·貝佐斯等，這讓優步獲得的總創投資金達到4,950萬美元。
2012年4月，優步在芝加哥測試以較低價預約傳統計程車的服務。並於7月進入倫敦市場，最初車隊擁有90位賓士、BMW和捷豹汽車的駕駛员。7月13日，為慶祝「國家冰淇淋月」（National Ice Cream Month），優步在七個城市推出「優步冰淇淋」（Uber Ice Cream）活動。使用者可使用手機應用程式招呼冰淇淋車提供冰淇淋的外送服務，並從使用者的帳戶扣款。2013年7月3日起，優步開始在紐約市和漢普頓（The Hamptons）間提供實驗性的直升機招呼服務，稱為「UberCHOPPER」，定價為3,000美元。
兩岸三地部分，最起初是於2013年6月27日，優步在台灣台北市試行營運。並於一個月後在7月31日開始正式營運。在2014年3月12日，Uber在上海召开官方发布会，宣布正式进入中国大陆市场，确定中文名“优步”，并与支付宝合作。經過數個月的試營運後，於同年6月19日正式於香港部分地區推出服務，初期服務範圍僅涵蓋中環及鄰近地區；同年8月14日，增加招呼普通計程車的服務。在中國大陸，人民優步（People's UBER）是優步公司所推出的一個非盈利的公益拼車平台。
同年6月，優步完成多筆增資計畫，公司約價值182億美元。雖然優步並未宣佈公司的投資者，但據許多報導指出，富達投資是主要投資者之一。2014年6月6日，優步宣布在新一回的募資活動中獲得12億美元的投資。
2016年8月1日，滴滴出行宣布与Uber全球达成战略协议，滴滴出行将收购优步中国的品牌、业务、数据等全部资产在中国大陆运营。双方达成战略协议后，滴滴出行和Uber全球将相互持股，成为对方的少数股权股东。
2016年9月30日，联想集团创始人柳传志的侄女，柳甄正式卸任优步中国高级副总裁一职。
| 年份   | 月份     | 類別     | 說明 |
| ------ | -------- | -------- | --- |
| 2009   | 3月      | 公司     | 成立，當時名為 UberCab。                                                                                                |
| 2010   | 7月      | 公司     | 在美國舊金山正式開始營運。                                                                                              |
| 2010   | 12月     | 團隊     | 執行長 Ryan Graves 卸任，由特拉维斯·卡兰尼克接任。                                                                      |
| 2011   | 2月      | 籌資     | 首輪募資獲得 Benchmark Capital 投資 1 千 1 百萬美元。                                                                   |
| 2011   | 5月      | 擴展     | 在美國紐約市正式營運。                                                                                                  |
| 2011   | 12月     | 籌資     | 第二輪募資獲得 3 千 7 百萬美元，投資者包括 高盛、Menlo Ventures 和 Bezos Expeditions。                                  |
| 2011   | 12月     | 擴展     | 在美國以外擴展業務，開始在法國巴黎營運。                                                                                |
| 2012   | 7月      | 產品     | 宣佈推出 UberX 服務，使用成本較低的混合動力車。                                                                         |
| 2012   | 7月      | 擴展     | 在英國倫敦推出服務。 |
| 2012   | 8月      | 競爭     | 競爭對手 Lyft 在舊金山成立。                                                                                            |
| 2013   | 7月      | 擴展     | 擴展業務至臺灣，在台北正式營運。                                                                                        |
| 2013   | 8月      | 籌資     | 第三輪募資獲得 3 億 6 千 3 百萬美元，投資者包括 Google Ventures。                                                       |
| 2013   | 8月      | 擴展     | 擴展業務至印度，在班加羅爾推出第一款產品。                                                                              |
| 2013   | 8月      | 擴展     | 擴展業務至非洲，在南非約翰尼斯堡推出第一款產品。                                                                        |
| 2014   | 4月      | 產品     | 在紐約市推出 Uber Rush 快遞服務，聘用自行車司機遞送包裹。                                                               |
| 2014   | 6月      | 籌資     | 第四輪募資獲得 12 億美元，市值超過 180 億美元。                                                                         |
| 2014   | 7月      | 擴展     | 在中國大陸北京正式營運。                                                                                                |
| 2014   | 8月      | 產品     | 宣佈推出 UberPool，司機可在其所在位置附近提供共乘服務。                                                                 |
| 2014   | 8月      | 產品     | 宣佈「轉角商店」實驗，提供生活用品配送。                                                                                |
| 2014   | 12月     | 籌資     | 第五輪募資獲得百度投資 6 億美元。                                                                                       |
| 2015   | 1月      | 產品     | 於香港開始推出 Uber Cargo 包裹運送服務。                                                                                |
| 2015   | 2月      | 團隊     | 在匹茲堡成立機器人技術研究機構，生產自動駕駛汽車。                                                                      |
| 2015   | 5月      | 團隊     | 從卡內基梅隆大學國家機器人工程中心挖角 50 名員工。                                                                      |
| 2015   | 6月      | 團隊     | 首次公開併購，對象為地圖圖資新創公司 deCarta。                                                                          |
| 2015   | 6月      | 法律     | 加州勞工會首次承認 Uber 司機的勞工身份，全案目前上訴中。                                                                |
| 2015   | 7月      | 法律     | 加州行政法院判決 Uber 因未提供乘客上車地區、同伴動物、輪椅等需求資料，罰款 730 萬美元並停止其營業許可，全案目前上訴中。 |
| 2016年 | 8月1日   | 相互參股 | 滴滴出行宣佈與 Uber交 換持股，達成戰略合作，Uber 獲得滴滴約20%的股權，而滴滴的創辦人也入主 Uber 全球董事會。            |
| 2016年 | 11月15日 | 服務     | 餐點外送UberEATS於今日在台灣登場，合作餐廳包括茹絲葵、新都里、鼎王等多家知名餐廳。                                      |
| 2017年 | 11月24日 | 相互參股 | Uber 和 Yandex 合併他們在俄羅斯的叫車業務。                                                                             |
| 2018年 | 3月26日  | 出售     | Uber 出售東南亞的國家如印尼、馬來西亞、新加坡等業務予馬來西亞叫車服務 Grab 。                                           |
| 2019年 | 3月26日  | 收購     | Uber 收購杜拜競爭對手Careem Networks FZ，形同拿下北非、中東和南亞的市場約 3000 萬用戶。                                 |
| 2019年 | 5月9日   | 上市     | Uber 以每股 45 美元在紐約證交所上市，盤後下跌 7.6%，市值約 697 億美元。                                                 |
| 2019年 | 10月11日 | 收購     | Uber 收購智利雜貨配送 Cornershop 大部分的股權，插旗南美市場。                                                           |
| 2020年 | 12月7日  | 出售     | 以40 億美元低價出售自動駕駛部門 ATG 給競爭對手 Aurora ，換取 26% 持股。                                                 |
| 2021年 | 1月29日  | 服務     | 餐點外送UberEATS在台成立境內公司，2月起訂餐外送免收境外刷卡手續費。                                                     |

2017年8月，達拉·科斯羅沙希被任命為Uber的新任CEO。
2017年11月24日，Uber和Yandex同意合併他們在俄羅斯的打車業務。Uber將對合資公司投入2.25億美元，占股36.6%，Yandex將投資1億美元，占股59.3%。而餘下4.1%由員工持有。
2018年3月26日，優步已同意將其印尼、新加坡、馬來西亞等東南亞國家業務，出售予馬來西亞叫車服務公司Grab，合併後Uber可望獲得Grab 27.5%的股權。
2019年3月26日，優步以14億美元現金，並在交易結束時另外支付17億美元的可轉換債券合共31億美元收購競爭對手杜拜Careem Networks FZ，總部位於杜拜的Careem在2012年成立，在北非、中東和南亞等120個城市，擁有超過3000萬個用戶。
2019年5月9日，優步以每股45美元訂價，發行1.8億股普通股，集資81億美元，10日在紐約證券交易所上市，首日收市價41.57美元，較招股價45美元下跌7.6%，市值697億美元。
2019年10月11日，優步收購智利「雜貨配送平台」Cornershop 大部分的股權，將逐步拓展旗下服務範圍至南美洲。
2020 年 1 月，优步以 31 亿美元收购了 Careem。同月，优步将其在印度的 Uber Eats 业务出售给 Zomato，以换取 Zomato 9.99% 的股份。
2020 年 12 月 1 日，优步以 26.5 亿美元收购了 Postmates。
2020年12月7日，Uber 以40 億美元低價出售旗下的自動駕駛部門 Advanced Technologies (ATG) 給競爭對手美國自駕技術新創公司 Aurora Innovation，換取 26% 持股。
2021 年 2 月上旬，优步宣布以 11 亿美元的现金和股票收购总部位于波士顿的酒类配送服务 Drizly。
2025年5月上旬以約7億美元現金收購土耳其線上餐飲和雜貨配送服務Trendyol GO（Trendyol集團的子公司）85%的控股權

## 經營層
- 優步亞洲區總經理Mike Brown
  - 優步馬來西亞分公司總經理：曾懷彥
  - 優步台灣分公司總經理：吳罡
  - 優步香港分公司總經理：李聖基
- 優步歐洲區
  - 優步倫敦（Uber London）總經理艾微里奇（Tom Elvidge)
- 優步美洲區
  - 優步公司主管賈斯汀·金茨（Justin Kintz），負責優步公司針對北美的公共政策。
  - 優步太平洋西北分區總經理斯蒂格（BrookeSteger）

## 使用
首先，用戶必須在自己的智慧型手機上安裝UBER應用程式，並註冊成為用戶，然後綁定自己的信用卡或网络支付平台，完成後Uber則會提供一個分享碼，讓用戶可以在社交圈分享UBER的服務。

## 法律狀況

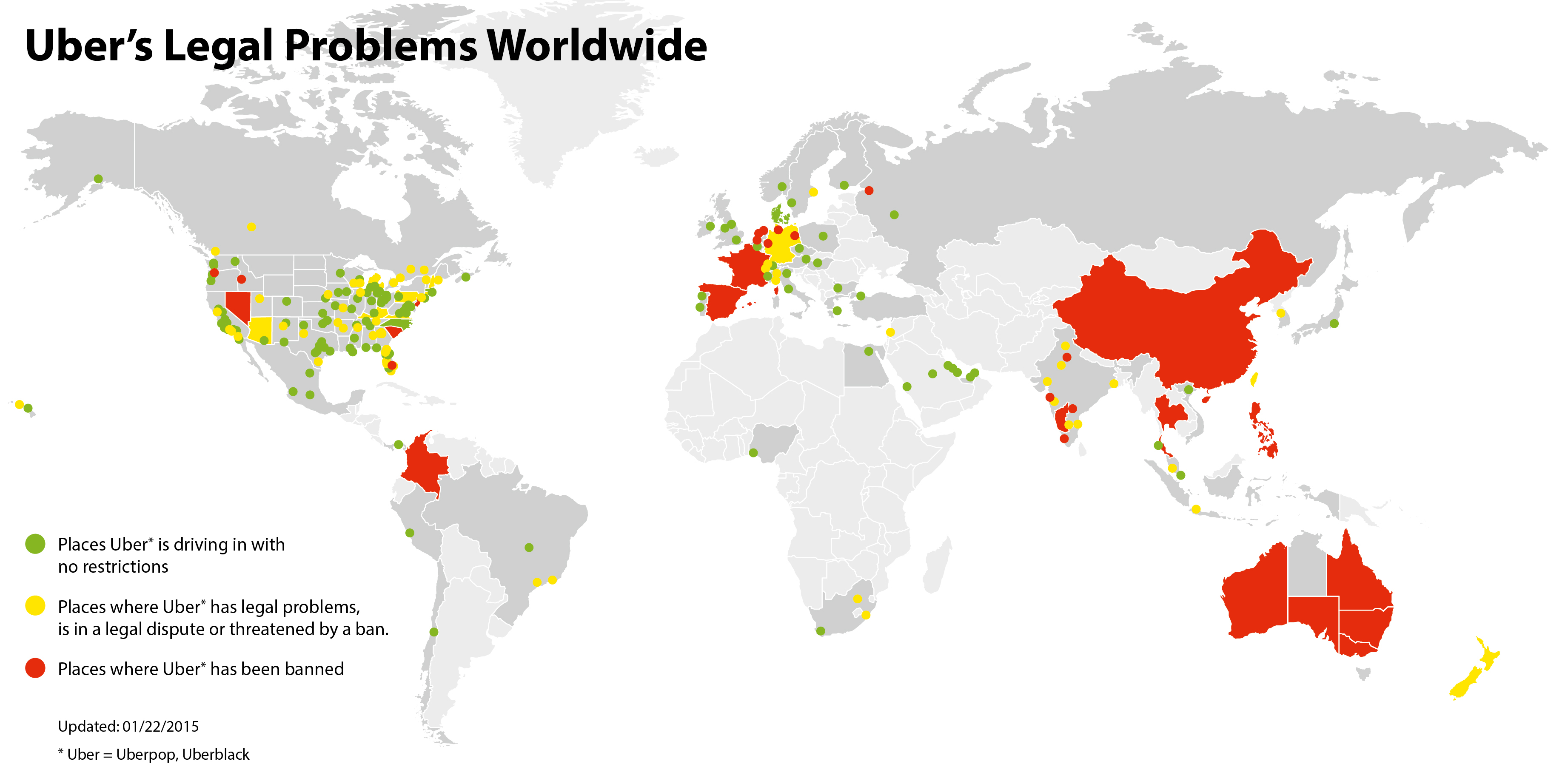
优步在世界各地的法律问题 (2015年1月)

### 亞洲

#### 中國大陸
Uber刚进入中国大陸市场时注册美资企业御驾（上海）网络技术服务有限公司，後在开曼群岛设立海外控股公司，經香港全资子公司於上海设立了外商独资企业上海雾博信息技术有限公司，並透过VIE协议控制吾步（上海）软件科技有限公司运营业务。
2014年12月，重庆市政府接到民众举报，称优步专车服务涉嫌非法营运，后当地交通执法部门联合公安部门对此进行了调查。
2015年4月30日，广东省广州市工商、交通委、公安联合行动，对优步广州分公司涉嫌组织黑车进行非法经营，现场查扣上千台手机。后广州市交委发布声明，称为了确保广州市市场经营行为的干净整洁、平安有序，但优步平台打车服务没有受任何影响。而深圳地区亦不受影响。
2015年5月6日，优步成都分公司被当地执法机关上门检查。
2015年6月6日－8日，上百名优步司机账号被封，客服告知有刷单等违规行为。随后，司机前往位于三里屯的Uber北京地区司机之家询问情况。
2016年7月28日，中国交通运输部发布了《关于深化改革推进出租汽车行业健康发展的指导意见》和《网络预约出租汽车经营服务管理暂行办法》，代表着Uber以及其他类似服务的提供商在中国有合法化的管道，但新法令要求Uber承認自己是運輸業，不能用自己只是軟體網路業者；服務車輛與必須先取得營業登記；Uber必須承認司機是Uber員工、承擔司機責任與營運車輛相關保險，因此Uber若堅持自己是軟體業不是運輸業，不肯與司機簽訂僱用合約，依然有違法爭議。
2016年8月1日，滴滴出行通過換股方式收購Uber中國的品牌、業務、數據等全部資產收購Uber中國。新公司估值將達到350億美元（約2,715億港元），交易完成後，Uber 全球將持有滴滴5.89%的股權，相當於17.7%的經濟權益，Uber中國的其餘股東將獲得滴滴合計2.3%的經濟權益。
2016年11月27日，优步国际版App正式停止对中国区的支持。小桔公司推出新版的优步中国APP，与优步全球出现显著不同，不再支持残疾人乘车，不支持国际信用卡支付，仅提供中文服务。同时，新增在线客服、支付宝支付及微信分享。
2025年7月，微信上线“ 优步”小程序，用户可在境外直接用微信打优步并使用微信支付，已支持香港和日本。

#### 香港
Uber在香港於2014年6月成立及。

##### 歷史
早在優步進入香港之前，香港已有本地的電召應用程式，例如GoGoVan和Easy Taxi。商界人士和新聞界認為優步可能對本地電召公司帶來打擊，惟GoGoVan和Call4Van創辦人Steven Lam和Conrad Wu對此表示不擔心。一來，優步即將在香港代入服務的消息一直已經傳聞，所以在召車應用開發圈子中早就有了心理準備，二來優步提供的房車接送服務，與電召貨車的貨物運載服務有所不同。
優步的經營模式在香港都受到高度重視，並且引起熱烈討論。一方面普遍市民認為優步的服務專業可靠，可解決部份本地的士帶來的問題，例如的士拒載、濫收車資等事件。部份學術界、政界、金融界人士認為優步營運模式能夠為創新市場帶來啟發，而現有法例亦可能需要與時並進，從而為初創公司帶來更好的營商環境。另一方面，優步在部份地區被指涉嫌非法營運車輛，亦都有人認為Uber摧毀傳統計程車公司和租賃汽車產業的基礎。香港科技大學經濟系客座副教授徐家健表示，擔心優步發展會使的士司機營業市場下降，對的士不利。有人認為，優步的運作模式與香港法律有抵觸。汽車交通運輸業總工會的士司機分會批評Uber在不受保障下載客，猶如在道路埋下炸彈，影響其他道路使用者。
同時，有政界人士覺得優步對本地經濟有正面影響。民主黨律師，社區主任楊浩然指出，透過流動應用程式（App）連接乘客和司機，可以為乘客提供更多交通選擇，亦都為司機帶來更多機會。又話，的士拒載、濫收車資等事件比比皆是，優步的出現和迎合市場的需求。亦有人認為，政府應該制訂法律框架去迎合時代轉變，鼓勵創意並推動市場發展。上市公司行政總裁黃岳永認為，市民感受到的不是政府「打擊罪案」的決心，而是對創新科技的拒絕態度及對既得利益者的盲目維護。優步批評判決28名司機非法載客取酬罪名成立的裁決令人失望，不單剝奪了司機掌握靈活經濟機遇的能力，亦是香港邁向智慧城市的絆腳石，認為港府應為智慧出行盡一分力。
2015年8月11日，香港警方放蛇以Uber手機程式召車，截獲5部車輛及拘捕5名司機。警方表示被捕人士相信均為車主，涉嫌非法載客取酬及無第三者保險。警方呼籲市民不要使用白牌車服務，一旦發生意外，不受第三者責任保險保障，可能無法得到賠償。同日下午，警方到Uber在長沙灣的辦事處調查，3名職員涉嫌協助及教唆犯罪，被警方拘捕。次日，警方再放蛇拘捕兩名Uber司機。優步其後於晚上回應說，會確保所有行程都有保險保障，每名Uber司機都必須通過全面背景審查。公司期待與當局通力合作，推動完善現行的法例，將乘客及司機的安全和利益放在首位。
同日，香港投資推廣署被發現曾協助將Uber引進香港，並於2015年5月在其網頁以「成功個案」介紹，但網頁內容不久便被移除。投資推廣署回應指，由於Uber涉嫌在合法範圍外經營，署方按一貫政策在網頁刪除其個案。而立法會資訊科技界議員莫乃光則形容事件諷刺，也是後知後覺的表現，反映政府部門各自為政，無對有爭議的服務或公司提出建議。
兩司機於2016年1月各被罰款7,000元及停牌一年，成為香港首宗入罪案例，事件令不少Uber司機人心惶惶。
2018年4月19日晚，一名Uber司機駕駛其寶馬房車在九龍城越過對面行車線，與一輛的士相撞，隨後的私家車和電單車亦撞上，50歲姓許Uber司機送院後不治。這是香港首宗Uber致命車禍，但由於Uber在港一直被視作非法取酬載客，意外死傷者能否受保險保障引起爭議，Uber香港發言人則強調有按香港法例第272章《汽車保險（第三者風險）條例》的規定，為所有香港的Uber車程安排第三方保險。同年7月，28名司機被控「駕駛汽車以作出租或取酬載客用途」罪名成立，全部被判罰3800至4500港元不等。
2021年8月，Uber收購香港的士網約平台HKTaxi。
2024年5月，運輸及物流局局長林世雄表示政府正研究適用於網約車的法規建議。

2024年7月，運輸及物流局建議發牌規範網約車平台，至於合規車輛類別和數目並沒有作出明確建議。

2025年7月，據了解政府建議網約車平台及司機均要接受發牌規管，當中司機要接受考核，而發牌數量上限未有定案。

#### 澳門
Uber Macau於2015年10月下旬進軍澳門，其官方網站稱，由於有12萬澳門市民及旅客希望體驗優步服務，故決定在澳門運營。
澳門特區政府在2015年10月26日表示，會密切留意及嚴厲打擊叫車手機應用軟件（即Uber）涉及的違法行為。Uber方面亦曾積極向特區政府傳達民意傾向，在2016年6月尾發起，呼籲民眾與運輸工務司司長羅立文分享愛上Uber的理由，協助他了解共享汽車經濟模式，從而鼓勵他加緊為澳門拼車行業立法。Uber澳門區總經理盧綺雯於2016年7月4日與支持者親身前往運輸工務司司長辦公室遞交數千份信件，表達本澳市民和遊客對Uber澳門的支持，但特區政府始終未願意與Uber商討其合法性。8月25日，據路透社引用澳門媒體消息，Uber鑑於其司機夥伴經常被監管部門罰款，在澳門經營首10個月，司機夥伴收到的罰單總額已經超過了125萬美元，並有傳Uber已經決定在2016年9月9日退出澳門市場。Uber在8月底表示，基於共乘服務規管立法進程至今仍未明朗，及在澳門政府嚴峻的執法手段對於Uber司機夥伴及乘客頻繁造成的嚴重影響下，該公司於澳門經營正面對一個非常艱鉅的抉擇。並發起網上聯署，得到「愛護澳門」、「澳門人協會」、「撐Uber澳門需要你」、「便民出行協會」等多個民間團體自發支持，網上聯署反應熱烈，在24小時後已得到15,000聯署支持。交通局運輸管理處代處長何振濤隨後回應網上聯署時表示，尊重居民意見，但在澳門經營業務必須依法進行。9月9日Uber發表聲明，將繼續堅持服務澳門的乘客及司機夥伴，實現值得信賴、便捷出行的美好城市願景。2017年7月17日，澳門Uber宣布於同月27日暫停服務，但官方聲稱只是暫停服務，Uber會依然繼續運作。

#### 台灣
Uber在臺灣設立台灣宇博數位服務股份有限公司。中華民國交通部在2014年7月7日公開表示將調查優步在中華民國營運的合法性。交通部路政司表示，優步如果與租車公司合作，需遵守當地小客車租賃業相關規定，包括「不得任駕駛人自行接受派遣任務」。交通部另外表示，優步在台灣申請的營業項目為資訊管理、營業顧問等。
12月6日交通部公路總局表示，Uber在中華民國只在台北市登記1家資訊公司，並未依法申請運輸業登記，也未設定分公司負責平台經營，甚至直接違規派遣租賃車司機，還違規招募白牌車載客，萬一出事，乘客沒有保障，已經違反《公路法》。之前Uber曾表明拒繳罰鍰，據統計，到2015年8月12日針對Uber開出的罰單有243張，罰鍰新台幣3,275萬元，Uber已經繳218張、2,900萬元；針對司機罰單，Uber已經繳約200張、共新台幣859萬元罰鍰。報導指出，韓國和德國也都禁止Uber營業，在台灣若業者不改善，交通部表示，將協調經濟部、財政部、國家通訊傳播委員會（NCC）等加強稽查，甚至勒令Uber停業及App下架。
12月19日交通部表示，Uber從車資中抽取一定比例佣金，扣款交易都在國外，業者不用扣稅，嚴重破壞市場秩序；交通部將等監理機關處分確定後，轉請經濟部研議撤銷Uber在台灣的公司登記；另因Uber是外資公司，交通部也轉請經濟部投資審議委員會，針對投資人違背法令的事實依法處分。有關Uber持續對外刊載不實廣告招募未具營業資格駕駛加入營運，及吸引消費者使用非法運輸服務部分，交通部將彙整相關檢舉資料後送交公平交易委員會調查。交通部提醒消費者，Uber派遣不具職業駕駛執照的非法駕駛違規載客，無法確保駕駛具有專業駕車經歷，恐影響行車安全；且若發生消費糾紛或個人資料外流，也無法在中華民國法律架構下得到完全的保障。
Uber被交通部公路總局裁定停業處分，Uber多次向交通部提出訴願都遭交通部駁回，Uber轉向行政法院提起訴訟但敗訴。
2015年8月15日，交通部部長陳建宇表示，交通部支持創新，但反對Uber不公平競爭。
2015年11月10日，Uber不服2015年1月間被裁罰21件及勒令停業部分，提行政訴訟抗罰，結果獲部分勝訴。台北高等行政法院判決，其中19件共新台幣205萬元罰鍰及勒令停業處分應撤銷，發回交通部公路總局重作適法的處理。對於判決結果，交通部公路總局表示，將向法院提出補充資料，儘快提出上訴。
2016年7月12日，交通部部長賀陳旦接受電台訪問時表示，Uber共享經濟是趨勢，目前Uber在台灣是非法經營計程車，所以交通部要執法取締；不過，學者已經幫計程車業者及駕駛成立台灣版的網路平台，預計利用兩個月時間來推廣這個「台灣版Uber」。賀陳旦表示，Uber非申請運輸業，卻從事運輸服務，就應該承擔相關責任，既然是違法經營的業者，政府就有責任要持續取締，不過也會邀集地方政府、學者提出其他國家的經驗，導正Uber的經營方式，輔導Uber在台灣合法營業。
2016年8月3日，經濟部投資審議委員會裁決，台灣Uber公司應申請運輸業，然而以資訊服務業申請進入台灣，不符合實際經營業別，因此對台灣Uber公司在2016年8月上旬撤銷該公司投資許可。台灣Uber公司回應，投審會的裁決無論對Uber或是台灣經濟而言都相當令人失望，Uber將提出訴願。
2016年8月5日中午，台灣Uber公司在網路上發起發起「讓Uber留在台灣」網路連署，連署人數逾四萬人。。
2016年8月6日，行政院院長林全到基隆視察，關於Uber在網路連署留台部分，林全回應：「這個問題本來就是長期存在社會爭議的問題，它本來就是一個兩面的問題，一方面它是一個共同經濟的新趨勢，再一個就是，即使是一個新的趨勢，也必須要有一個適當的管理方法，以及社會上要有一定的容納接受的空間，一個新的制度的引進，也確實有些地方需要去磨合，我們希望交通部在處理這個問題上，能夠更有積極的態度。」
2016年11月15日，餐點外送UberEATS上線，合作餐廳包括茹絲葵、新都里、鼎王等餐廳。
2017年1月9日，賀陳旦表示，台灣UBER公司已經發函交通部釋出善意，表達願和計程車駕駛合作，交通部與台灣UBER公司坐下來談，預計最快本月中雙方將協商。交通部指出，在中國依運輸業經營的UBER應在台灣申請成為汽車運輸業，而不是堅持只是資訊業。
2017年2月2日，交通部開出Uber重罰條款上路後首張罰單，總計包含11張裁處書、合計新臺幣2億3100萬元罰鍰，同時將Uber勒令歇業並送請台北市商業處撤銷資訊業商業登記；Uber中午發布新聞稿宣布，2月10日暫時停止在台灣服務。
2017年2月9日，Uber司機們自願發起成立「台灣Uber司機聯盟」，2月10日上街遊行；駕駛沈柏耀特別選在遊行前夕召開記者會，再次向交通部表達訴求，同時反駁2月8日賀陳旦所稱大部分Uber駕駛不具有合法身分等說法。
2017年2月10日，台灣Uber司機聯盟號召司機開車在交通部大樓周圍繞行及共二、三十名司機靜坐抗議。該聯盟代表沈柏耀表示，政府強調，Uber要「納保、納稅、納管」；但金管會不放行保單，交通部就認定Uber沒有納保，這是針對性在欺壓台灣Uber公司。台灣Uber司機聯盟提出4訴求，一、賀陳旦部長應於1週內，與司機代表會面，聆聽心聲；二、參考美國、新加坡訂定合宜法規，讓Uber司機正名且落實納管；三、請交通部明確回應，租賃車利用Uber平台是否能合法受保障；四、行政院應召開跨部會會議，重新與Uber對話。沈柏耀將陳請書交給交通部代表。
2017年2月26日，台灣Uber司機聯盟號召350位Uber司機與285輛Uber車輛到交通部2度抗議，該聯盟提出訴求，包括政府應廢除靠行制度，比照美國《網路交通公司專法》(TNC)、更具彈性的澳洲、新加坡個人營業執照管理規範，讓Uber司機有一口飯吃。該聯盟代表沈柏耀表示，若沒獲得交通部具體回應，將持續抗議。交通部發出新聞稿回應，第一：台灣都會區計程車相當多，沒有私家車營運空間，第二：台灣沒有制定類似TNC之法律的必要，也就沒有召開公聽會或跨部會協商的條件，第三：現有Uber與小客車租賃業合作方式都違法，雙方應合法合作。
2017年3月15日，台灣Uber因欠繳營業稅逾新台幣5000萬元，總公司遭查封。
2017年4月10日，台灣Uber公司公布，將於2017年4月13日宣告重返台灣市場，並提供嶄新服務模式。根據知情人士透露，台灣Uber公司把原來私家車載客服務模式，改採與台灣數家各合法租賃車公司合作，採以租賃叫車與共乘經營模式，將不限於小客車，也會循Uber Pool模式（共乘），提供七人、九人座廂型車服務。
2017年4月13日，台灣Uber公司宣布正式恢復營運。Uber台灣停業兩個月後，4月13日宣布「重返」台灣市場。但這次Uber選擇以B2B為主要商業模式，與數十家租賃車業者、以及原先的計程車業者合作，並採取「即時報價」模式。消費者可在App上指定要去的地點，可即時算出車資、讓消費者選擇。消費者也可透過App系統知道租賃車業者與司機姓名，依然可給予評價；付費方式可使用信用卡、金融卡和現金。新的營運模式中暫時不與一般自用車合作，免除先前納稅、納保的爭議。
2018年10月8日，立法院可能將租賃車業相關法規即將修法以致台灣Uber可能面臨違法載客問題，46年前的「相關代僱駕駛」規則可能也將此取消相關規定，象徵著台灣Uber司機可能又要面臨著違法載客之問題，中華民國小客車租賃商業同業公會全國聯合會將率所有租賃業者及司機可能將在2018年11月15日走上街頭向交通部部長發聲抗議。
2018年11月14日，有台灣網友公開在Facebook的「UBER DRIVERS TAIWAN」公開社團群組說到「這個政府真的比黑道還不如，針對UBER也不合理，合法納稅了，誰也不能被針對，不然就把稅金退回來啊，比黑道還不如，收了錢還不辦事，還要殺人滅口」，接著於下方留言時指出「誰敢出門開車，我就去放火燒交通部！」、「現在的交通部保護計程車保護到都快被成文化部了，誰敢動小黃就是破壞歷史資產」、「要納稅、納保，還要為了選票滅口，從沒看過這一種收了錢還不辦事的江湖小混混」、「抗拒新科技說是保護弱勢，真是前所未聞」；實則uber並未依法納稅，並逃避保險亦不接受管理等要求，對乘客安全毫無保障，僅企圖以輿論逼迫交通部低頭。對此，交通部表示已事先掌握情資，並簡單表示有關重大陳抗維安工作，交通部均與轄區警察機關協調聯繫，以作為維安處置之參考。
2019年2月23日，交通部日前預告修正《汽車運輸業管理規則》第103條之1，規範小客車租賃業不得巡迴、排班攬客，且1小時為起租時數，以日租、時租方式計費，外界稱為「Uber條款」。台灣Uber公司回應，針對政府修改汽車運輸業管理規則，規範小客車租賃業與資訊科技平台合作感到失望。並表示Uber營運模式完全符合法規，與在地租賃和計程車交通服務業者合作，Uber支持臺北市小客車租賃商業同業公會提出「網約多元小客車」為可研議方案，台灣Uber公司將與政府相關單位共同努力，商討對乘客、駕駛和產業都有利結果。
2019年6月3日，美國共和黨亞太政策顧問葉望輝接受《上報》專訪時說，以他觀察台灣近30年的經歷來看，選舉是影響決策的重大誘因：他認為，民主進步黨在2018年九合一選舉吞敗後，聽取了錯誤的訊息，而將Uber在台灣上路影響計程車生計歸為敗選原因之一。
2019年12月1日，有Uber條款之稱的《汽車運輸業管理規則》103條之1正式在台灣上路。明確規範租賃車計費以1小時起跳，優步駕駛若要維持計程車營運模式，需考取計程車駕駛執業登記證，車輛也必須掛計程車牌。Uber希望在台灣推動智慧交通改革之際，能先從「多元化計程車」模式中穩定，再思考未來的走向。
2020年1月，Uber公司坦言，因為車輛數大幅減少，導致現在民眾的等車時間增加，不過隨著考照的司機逐漸增加，大城市如台北、台中、高雄的叫車時間已縮短，但離開市區的等車時間與過去相比仍被大幅地拉長，望在未來有更多司機加入後能恢復到隨叫隨有車的狀態。

2021年2月，Uber申請成為台灣的境內公司。台灣新任總經理楊思祥表示，基於新CEO上任及IPO的資本高度、再加上因為Uber台灣與政府、多元計程車的關係為全球獨一無二，為更鼓勵車隊、司機與消費者信任企業，轉成境內公司將能更鼓勵用戶們與Uber之間的合作。而移除了境外信用卡手續費，也可以讓Uber的價格更有競爭力，再者則是於落地推出新產品與服務時，境內的架構也可加快整個推廣流程。

#### 印度
2014年12月5日，印度新德里一名26岁女生深夜搭乘Uber时被司机强奸。事发时这位Uber司机还处于保释期，并且3年前就曾被控涉嫌强奸女性。这起因司机审查缺漏而造成的恶性事件，導致印度民众爆发大规模示威。印度政府当即叫停Uber在新德里的所有业务。受害女生赴美国加州Uber总部所在地，向当地警方提起诉讼。
“印度强奸案”后，Uber在印度开启司机背景审核机制，推出一键报警功能和“安全网”功能，并与第三方公司合作推出街头安全数据采集服务，对所有Uber专车实施GPS定位和实时监控。
然而Uber在新德里的业务一个多月未恢复，印度政府拒绝为其颁发运营牌照。

### 大洋洲

#### 澳洲
2014年4月20日，澳大利亞新南威爾士州運輸局（Transport for New South Wales）對優步新推出的共乘功能做出回應，該局表示若「若新南威爾士的駕駛載運付費的民眾作為乘客，駕駛和其車輛應遵守《乘客運輸法》」，此外「在該法令規範下，此類型的服務應透過具有執照的計程車或出租車提供，由符合資格的駕駛運行，並經過道路和海事服務局（Roads and Maritime Services，RMS）的核准。」
2014年5月6日，維多利亞州的計程車服務委員會（Taxi Service Commission）在公開呼籲民眾應避免使用「Uber」等共乘應用程式後，對優步的駕駛開出數張違規罰單，罰金為澳幣1,723元。

#### 紐西蘭
雖然優步從2015年已在奧克蘭通行，但直到2017年8月3日，才正式承認它為合法公共交通工具，而對提供服務的司機的法律要求與計程車司機相等，都需要載客執照（普通汽車執照+Passenger 「P」級載客使用權），也需向乘客顯示使用權有效期限。計程車司機也以計程車，轉型成為優步司機，以減少攜帶現金所帶來的搶劫風險。Uber Eats也在該年末投入服務。截至2018年7月，優步和UberEats已在7個城市通行。

### 歐洲

#### 英國
2014年6月11日，倫敦的黑色計程車（Hackney carriage）的駕駛以擾亂交通的方式，抗議倫敦交通局拒絕禁止優步以距離和時間計算費率，並認為此舉侵犯了他們計程車計費表的倫敦地區唯一使用權。倫敦市長鮑里斯·詹森在次週做出回應，表示在不經過司法覆核的情況下禁止優步營運有所困難；然而，他同時也表示了對黑色計程車駕駛顧慮的同情，詹森解釋道：
我認為這是一個十分困難的（問題）⋯我們已經獲得高等法院對此事的裁定，而基本上問題是：在計程車內的駕駛手機等於計程車計費表嗎？我可以理解為何有些朋友可能認為如此，因為它持續在接收或計算距離時間和費率。而也有律師表示相反意見，而這也是倫敦交通局獲得的行政指示。所以我們有了法律上的問題。
後倫敦市於2017年和2019年兩次吊銷優步的運營許可證。
2021年2月19日，英国最高法院认定优步司机為优步公司的雇员，而非獨立承包商或自雇者。优步司机有权享有最低工资、带薪休假等权利。

#### 西班牙
2014年7月，西班牙的計程車司機抗議優步用車沒有載客執照、商業用車執照和商業載客用車保險，2014年底西班牙法庭判決優步違法，要求停止商業活動，2014年12月31日，優步宣布停止在西班牙的服務。

#### 比利時
2014年4月，比利時政府禁止優步軟體的使用，2014年12月比利時政府開始調查優步的稅務和財經結構。

#### 法國
2014年12月中，法國政府宣布從2015年起優步將被禁止。
2018年，實際上Uber仍然在法國正常運作中。
2020年3月，法國最高法院裁定 Uber 與旗下司機們為僱傭關係，Uber司機不是自雇者。

#### 葡萄牙
2015年4月底起，優步终止在葡萄牙的服务。里斯本法院称，優步为非法营运的服务。

### 美洲

#### 美國
2018年4月，美国14名受到Uber司机性侵或骚扰的女乘客，联名向Uber董事会发出公开信，表明她们已向司法部门发起集体诉讼，并要求公开审理。CNN随即发表一份调查，称至少有103位Uber司机在过去4年中被指控性侵或性虐乘客，这个数据还仅仅来自美国20个主要城市的警察报告。调查披露，许多Uber司机性侵案还没进入司法程序，就被Uber以私下和解的方式息事宁人，还要求受害人“签保密协定”。事件曝光后，美国民众自发组织抵制Uber活动，他们在社交网络上声援那些被Uber司机侵犯的女乘客，鼓励她们共同参与诉讼。至少有3000宗性侵犯個案，在2018年發生。

##### 加利福尼亚州
2011年5月，優步收到來自舊金山交通局的停止並終止（cease-and-desist）命令信函，宣稱優步無照經營計程車服務。此外加州公共事業委員會也針對優步無照經營禮車派遣服務發出信函。兩封信函都指控優步違反法規，並要求其終止營運。作為對此的回應，優步將其英文名稱從「UberCab」（優步計程車）改為「Uber」。2012年秋季，加州公共事業委員會對優步發出停止並終止命令（同時也對其他共乘服務公司發出相同命令），並裁罰20,000美元。然而，兩方在2013年達成一份暫時性的協定，撤銷上述的法律行動。
2013年9月，加州公共事業委員會在投票後，全數贊成通過讓這份暫時協定成為永久協定，並建立一項名為「交通網路公司」的新服務類別，以涵蓋Lyft、菁英優步、SideCar和Summon的服務，也讓加州成為第一個讓此類服務完整合法化的地區。
2016年4月7日，Uber同意與舊金山與洛杉磯地區檢察官聯合提告的案件，作和解處理。（此和解金將達1,000萬美元）提告的緣由是「Uber使用誤導式廣告，讓大眾誤認其聘用司機之身家調查是徹底的。」

##### 华盛顿哥伦比亚特区
2012年1月，一輛優步司機的車輛遭到華盛頓特區計程車委員會沒收。委員會宣稱優步在城市裡經營無牌照的計程車服務。在許多優步使用者於社交媒體上請願後，華盛頓特區市議會在2012年7月投票通過正式讓此類服務合法，且不需受到最低費率的規範。這項決定也讓許多計程車司機提出抗議。

##### 麻薩諸塞州
2012年8月1日，麻省標準部門（Division of Standards）對優步發出停止並終止命令，認定其使用之智慧型手機衛星定位應用程式並不是合格的計費裝置。但該部門在州長德瓦爾·派屈克的指示下，於8月15日撤銷了這份命令，並表示由於國家標準技術研究所正在研究該技術，因此符合規範。

##### 芝加哥
2012年10月5日，優步遭到芝加哥多間計程車公司控告。根據公開資料，優步被指控違反芝加哥和伊利諾伊州的公眾安全、消費者權益和公平營業法案。

##### 密歇根州
2016年2月20日，美国密歇根州发生连环枪击案，Uber司机贾森·达尔顿在5个小时内发动3轮枪击，疯狂扫射沿途的路人、售货员、儿童，最终造成6死2伤。达尔顿行凶过程异常淡定，枪击间隙还在利用Uber接单拉活。
这起枪击案在全美引发巨大恐慌，時任美國總統奥巴马亲自对事件表示谴责。事发后，Uber强调：达尔顿在签约前通过了过去7年的背景调查，这个人是“没有犯罪记录的”。当地警察局长也表示：调查发现嫌疑人没有犯罪史，他的背景没有任何问题。在持续不断的追责和声讨中，Uber高管团队不得不紧急召开媒体会议，向公众致歉，详尽解释大家关注的Uber司机背景调查和安全监管问题，并表明会尽一切可能配合司法调查。

##### 紐約市
紐約市計程車和禮車委員會（New York City Taxi and Limousine Commission）呼籲駕駛不要參與優步，因此讓優步的計程車服務項目在2012年10月暫停。但優步的高階轎車服務不受影響。該月底颶風珊迪侵襲紐約時，優步因「加成計費」系統將價格提高一倍而招致批評。而優步最後對消費者免除收取加成費用，同時給付相同的加成價格給司機。但優步也為加成計費辯護，指出因此讓颶風期間可呼叫的車輛增加三倍之多。
2017年2月1日，紐約計程車發起罷工活動，Uber並未參與，遭民眾抗議UBER在破壞罷工。Uber執行長卡拉尼克（Travis Kalanick）隨後表明，將會參與後續罷工。
2018年8月8日，紐約市議會決議發布「未來一年內，暫停核發共享計程車的牌照」。此舉將對推行「共享計程車」營運的公司產生嚴重打擊。

##### 西雅圖
2014年3月7日，西雅圖市議會投票通過一項決議，將限制優步、Lyft、SideCar等共乘服務的駕駛人數，標準為每項服務不得超過150人。市議會議員夏瑪·沙旺特（Kshama Sawant）支持這項決議，認為這將可保護傳統的計程車司機。然而，在2014年4月17日，在收到36,000份要求將此議題付諸公投的連署書後，市議會的這項決定被暫時停止執行。市長艾德·莫瑞（Ed Murray）宣布將進行為期45天的協商以尋求其他的解決之道。截至2014年7月14日，優步已捐獻超過50萬美元給「西雅圖市民反對124441號命令」（Seattle Citizens to Repeal Ordinance 124441），該團體是一個希望能推翻市議會限制共乘駕駛數量命令的政治團體。

##### 維吉尼亞州
2014年6月5日，維吉尼亞州監理部門（Virginia Department of Motor Vehicles）對優步和其競爭對手Lyft發出停止並終止命令，要求兩間公司暫停在維吉尼亞州的營運。
亚利桑那州
2018年3月18日晚间，在亚利桑那州坦佩市(Tempe)，一辆自动驾驶的Uber汽车撞死一名穿越马路的行人。这是全球首例自动驾驶汽车导致人类死亡的事故。当地警方公布死者是49岁的赫茨伯格（Elaine Herzberg），车上有一名安全员司机，当时坐在驾驶位置，并未在事故中受伤。事故发生时，遇难者从车辆前部左侧阴影处推着自行车出现，车辆未做出减速或者避让措施，可能在自动驾驶决策方面存在问题。警方公布录像显示，安全员也存在失职行为，当时他在车内低头看着屏幕，未尽到瞭望职责。
肇事汽车是一款沃尔沃XC90 SUV。美国国家公路交通安全管理局（National Highway Traffic Safety Administration）在向路透社发表的一份声明中表示，该机构“正在就此事件与优步、沃尔沃、联邦当局、州和地方当局进行接触”，并将采取适当行动。
2019年3月5日，亚瓦派检察官在一封公开信中表示，优步不用承擔這起無人駕駛汽車死亡事故的刑事责任。

#### 加拿大
2012年9月，一篇溫哥華商業媒體的文章報導優步和當地法規之間的爭議。2012年11月22日，優步宣布在溫哥華將結束「秘密優步」（Secret Uber）的試營運階段，並將費率提高為每小時加幣75元以符合當地的法規。截至2012年12月，優步尚未在溫哥華申請執照。
2012年12月5日，多倫多市政府官員指控優步違反25項地方規範，包括無執照計程車仲介和無照禮車服務等。多倫多政府關於表示他們曾建議優步依照當地法規營運。優步的競爭應用程式已在當地取得執照。

## 計費與付款方式
優步的計費方式與按表收費的計程車不同，一般計程車使用特製里程表收費，但優步直接使用設備上的GPS計價，且計算費率和收款都由優步負責，駕駛並未參與其中。當優步車輛以超過11英里每小時（18每小時）的速度行駛時，是以距離計價。在其他時候則是以時間計價。在每次搭乘結束後，旅程的費用將直接從乘客登記的信用卡中扣款。除了「Uber Taxi」的一般計程車服務之外，扣款的費用在預設時並不包含小費，而優步也在官方網站和應用程式中註明「不需要支付小費」。優步曾表示較高的收費是因為其提供更可靠、更準時，且更舒適的服務。
在例如萬聖節、跨年夜或天氣不佳（如風雪或大雨）等叫車需求較高的時段，優步將會實施「加成計費」（surge price）提高價格以吸引更多駕駛來達到經濟均衡。優步也會在極端的天氣狀態下實施加成計費，例如大多倫多地區在2013年7月8日造成淹水的暴風雨，以及紐約市颶風珊迪來襲期間。當加成計費實施時，顧客在預約車輛前會看見特別通知。在2011年的跨年期間，部分地區的優步加成費率達到普通費率的七倍，引起許多乘客的不滿。優步的共同創辦人崔維斯·卡蘭尼克回應：「⋯因為這項服務太新了，需要一段時間讓大家接受它。計程車固定費率的情況已經持續了70年。」

## 迴響和評價

### 美國
美國企業家馬克·安德森在2011年表示他將十分願意投資優步。他告訴CNET「優步是一個吞噬計程車的應用程式⋯其有著殺手級的體驗。你可以在地圖上看到預定的車輛正向你開來。」此外在2011年，《紐約時報》形容優步「聰明但所費不貲」，指出車隊有著「優秀的一致性品質標準」，但乘車前的等待時間較傳統紐約市的計程車和出租車來得久。
《今日美國》在2013年將優步選為該報的年度科技公司。
優步同時也面臨包括「Lyft」和「SideCar」等低成本即時共乘新創公司的競爭，因此優步推出「優步計程車」（UberTaxi）和「菁英優步」（UberX）服務，前者與當地的計程車公會合作，後者則是使用非豪華的轎車車型載客。這個舉動讓一些優步禮車的司機感到不滿，認為此舉造成他們收入的減少。

### 香港
優步推出「關懷優步」(uberASSIST)服務，得到社福機構支持，旗下司機已學懂基本手語、折疊輪椅等技巧。長者、傷健人士、行動不便者的乘客都可透過手機應用程式，預訂接載服務。
聾人機構「龍耳」指出，曾有聾人遇上的士司機不熟路，無法溝通，最後去錯目的地，故聾人通常要靠其他人協助召車。香港失明人協進會視障會員表示，在街道截乘的士很困難，常被他人搶先上車，就算電召的士，交代司機在哪裡上落車也不容易。優步得悉傷健人士的困難後，遂與龍耳、香港失明人協進會及香港耀能協會康復專業學院合作，向參與「關懷優步」的司機提供培訓。社福機構認為新科技為長者及殘疾人士帶來方便。
另一方面，部分團體關注Uber的安全和法律責任問題，由於它在香港屬非法載客取酬，汽車交通運輸業總工會的士司機分會就批評Uber在不受保障下載客，猶如在道路埋下炸彈，影響其他道路使用者。他們要求當局加強執法打擊，一方面保障乘客和司機安全，一方面保障的士司機收入。
2020年8月，Uber建立網站 https://www.regulateuber.hk （页面存档备份，存于） ，以群眾力量就香港立法規管汽車共乘服務向香港政府施壓。

## 抵制
2014年1月13日，多名巴黎的計程車駕駛在戴高樂機場附近攻擊一位優步司機，動機出於抗議來自優步的競爭。
2014年6月11日，在事前的計畫下，多輛計程車在歐洲各大城市阻擋道路交通，抗議他們的生計受到優步等新創公司的威脅。計程車駕駛認為優步和其他基於智慧型手機程式的服務屬於不公平競爭，由於他們不受一般計程車費率和法令的規範。
2014年7月7日，台灣數百台計程車包圍交通部大樓，由中華民國計程車駕駛員工會全國聯合會和台灣全民計程車司機協會率領，其中部分司機並當眾燒毀營業登記證。抗議活動目的是針對多項台灣的計程車政策及現況，包括計費表更新、車隊加入規範等。同時也抗議優步等「白牌計程車」手機應用程式影響生計。
2014年7月21日，韓國首爾市政府表示，將考慮禁止優步在當地營運。2014年12月24日，南中央檢察廳起訴優步執行長Kalanick，稱他們違反客運運輸法規，把出租汽車充當計程車使用。違者最高將判兩年徒刑或罰款二千萬韓圜。
2014年11月30日，Uber跟踪记者行踪，高管遭处分：据国外媒体报道，Uber日前表示，已对该公司驻纽约办事处总经理乔希·莫勒尔（Josh Mohrer）采取纪律处分措施，这名高管被指控利用公司内部工具跟踪使用其服务的记者。但是，Uber拒绝透露更多细节。
2014年12月24日，中華人民共和國重慶市交通委員會表示要打擊優步等違法叫車軟件，此前中國執法人員突擊優步在中國訓練新駕駛的辦公室。
2015年7月24日，香港幾個的士工會的代表駕駛的士到運輸署，抗議當局未有正視「白牌車」問題及作出取締。抗議團體怒砸的士咪錶及砸爛一輛的士以示不滿。 
2016年7月12日，台灣上百名司機開著計程車前往立法院抗議，要求立法委員正式處理違法營業的Uber。官員正式接受訴求，將依外國人投資條例處理，一個月內將決定是否撤銷投資許可。
2019-nCOV所引起的歧視浪潮中，部分司機拒載華裔甚至亞裔人群。

## 技術事件

### 資料外洩案
優步在2016年10月发生一起大規模資料外洩事件，造成大約5,000萬名乘客的姓名、電子郵件地址、手機號碼遭到駭客盜取，另有約700萬名司機的個資外洩，其中包括60萬名美國司機的駕照號碼。但是優步到2016年11月才公布實情，前後隱瞞約1個月時間，並表示支付駭客10萬美元贖金，才讓駭客銷毀外洩資料。針對事件，英國資訊委員會辦公室2018年11月27日宣布，對優步開罰38.5萬英鎊（約49萬零760美元）。荷蘭資料保護局也在同日宣布，對優步罰款60萬歐元（約67萬8,780美元）。法國資訊保護委員會則對優步處以40萬歐元罰款。優步為避免可能尷尬的訴訟，先前已向美國有關單位繳交1億4800萬美元罰款，並承諾改善安全措施。

### 盜竊技術案
2019年8月30日Uber 的CEO达拉科斯罗沙西發布公開信，表示Uber前高管安东尼·莱万多夫斯基（Anthony Levandowski）在從谷歌離職前來上班時，從那里窃取了谷歌子公司Waymo关于自动驾驶汽车的技術文件。此事其實已經發酵兩年以上，早在2017年《纽约时报》就報導過Waymo指控Uber知道其高管窃取谷歌无人车源代码而明知卻縱容，此事並記載於网络安全公司Stroz Friedberg的一份人員調查報告中，該公司本質是科技圈高層的一種私家偵探社，受聘於Uber對於僱用莱万多夫斯基前的身分調查，但此報告在Waymo利用法律訴訟技巧後在法庭上被強制公開，反而變成Uber知悉甚至串謀的鐵證。
之前一周检察官對於莱万多夫斯基已經提起公訴指控33起商業機密罪，雖然他已經離職但長期對此事沉默的Uber公司方在起訴書公開後不得不出面承認此事件全貌，之前Uber最终以约2.45亿美元股份的代价与Waymo就商业机密诉讼达成私下和解。但之後又傳出要再賠1.27亿美元，外界霧裡看花始終不知到底公司牽扯何事以及受創有多大，影響了投資人信心已經造成Uber股價在2019年下跌27%。此次达拉科斯罗沙西的公開表態讓公眾知道盜竊科技的案件確有其事，剩下只是細節和牽涉面問題是否讓股市投資人有知情權。

### 自駕車測試交通事故
自2016年9月－2018年3月，Uber自動駕駛測試，已涉及37起交通事故。

## 數據外洩
2022年7月10日，觀察家報曝光了一個2013年至2017年期間與Uber日常經營有關的数据庫。該數據庫披露了Uber曾準備游说乔·拜登、奥拉夫·朔尔茨和歐思邦，並且埃马纽埃尔·马克龙曾秘密帮助Uber在法国进行游说。該數據庫還曝光了Uber可以在警方突襲Uber司機時銷毀司機Uber軟件中的秘密數據。

## 外部連結
- 官方网站
- 優步的Facebook專頁
- 優步的X（前Twitter）
- 優步的Instagram帳戶
- 優步的新浪微博